# Romen Dawtjan
Romen Dawtjan (armenisch Ռոմեն Դավթյան; * 10. Oktober 1937 in Kislowodsk; † 7. März 2020 in Jerewan) war ein armenischer Komponist und Hochschullehrer.

## Leben
Im nordkaukasischen Kislowodsk geboren, studierte Romen Dawtjan in Jerewan, wo er 1960 seinen Abschluss an der Staatlichen Medizinischen Universität und 1966 (nach alternativen Angaben 1968) in der Kompositionsklasse von Eduard Mirsojan am Staatlichen Konservatorium Jerewan machte. 1967, 1969 und 1971 war er Preisträger bei den sowjetischen Allunions-Kompositionswettbewerben. 1970–1971 arbeitete er als Leiter des Bereichs Musikerziehung der Kunsthauptabteilung des Kulturministeriums der Armenischen SSR, in der Folge in der Musikabteilung des Ministeriums und 1987–1988 als Direktor und künstlerischer Leiter des nach Aleksandr Spendiarjan benannten Nationalen Akademischen Theaters für Oper und Ballett Jerewan.
Ab 1985 unterrichtete Romen Dawtjan am Konservatorium Jerewan, ab 1992 war er dort Professor. 1990 erhielt er den Titel eines Verdienten Künstlers der Armenischen SSR. Nach der 1991 erlangten Unabhängigkeit des Landes von der Sowjetunion hatte er bis 1993 die Funktion des stellvertretenden armenischen Kulturministers inne. 2008 wurde ihm die Goldmedaille des Kulturministeriums der Republik Armenien verliehen. Romen Dawtjan starb am 7. März 2020 und wurde in der Kirche St. Johannes der Täufer im Stadtteil Kond von Jerewan verabschiedet.

## Werke (Auswahl)

### Ballett
- Für das Glück (1966)
- Das Mädchen und der Tod nach Maxim Gorki (1968)

### Orchester
- 1. Symphonie
- 2. Symphonie
- Sinfonische Suite
- Kindersuite
- Das Mädchen und der Tod. Suite aus dem Ballett (1968)
- Choreographisches Bild (1969)
- Thema und Variationen für Streichorchester und Schlaginstrumente (1974)
- Fantastisches Poem für großes Orchester und Orgel (1978)
- Wladikawkas (1979)
- Sinfonische Szenen (Miniaturen)

### Ensemble
- Valse-Caprice für Violinensemble und Klavier
- Humoreske für Violinensemble und Klavier
- Träume für Violinensemble und Klavier

### Duos und Kammermusik
- Präludium für Violine und Klavier (1962)
- Streichquartett (1963)
- Tanz für Violoncello und Klavier (1982)
- Poem für zwei Klaviere